# ニシウミスズキ

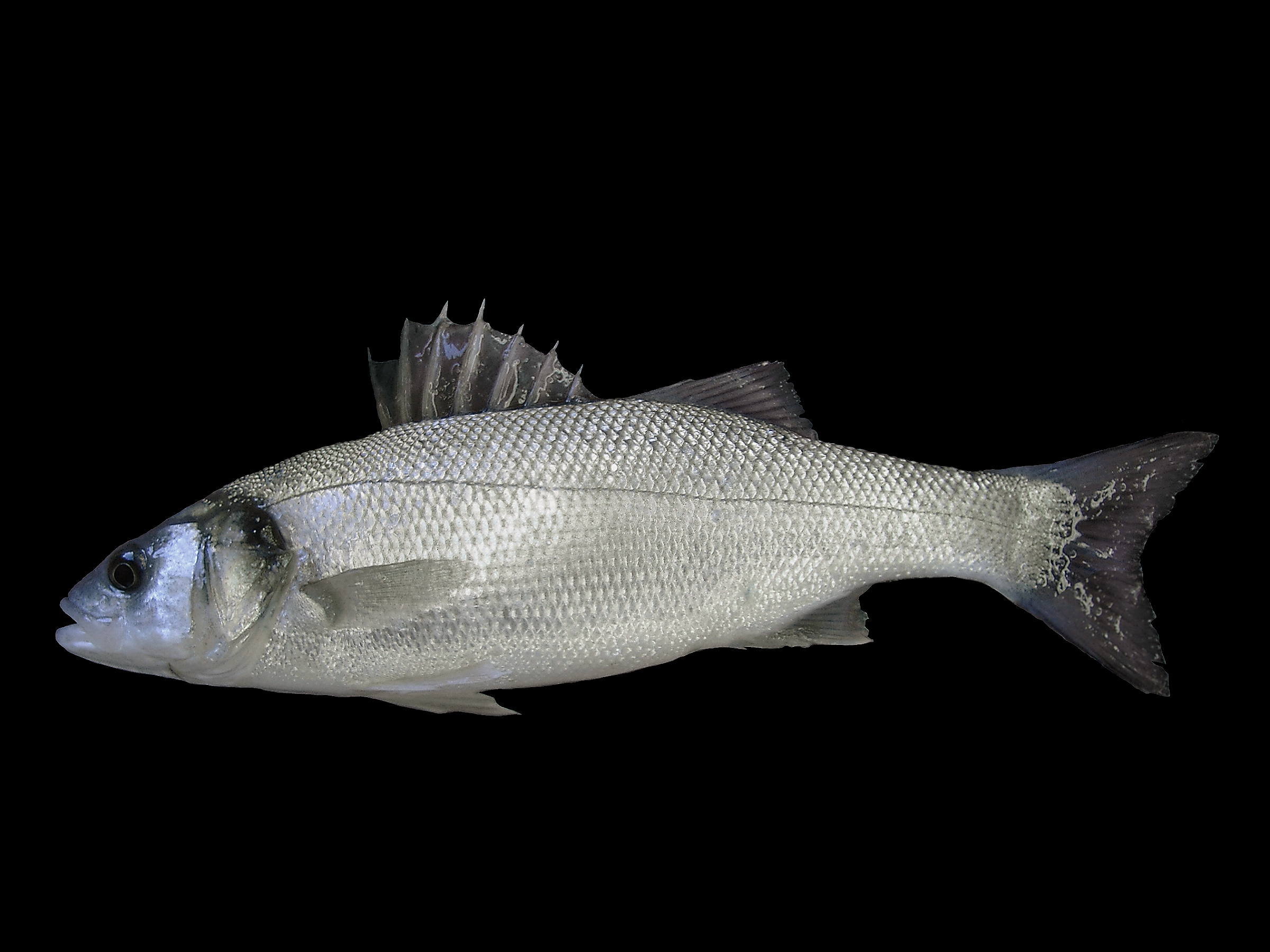
ニシウミスズキ

ニシウミスズキ（学名: Dicentrarchus labrax）は、モロネ科に分類される魚の一種。ヨーロピアンシーバス（英語: European seabass）、ヨーロッパシーバスとも。大西洋北東沿岸と地中海に生息する大型肉食魚で、食用や釣りの対象魚とされる。「シーデイス」(Sea dace) とも呼ばれている。ヨーロッパスズキの和名もある。

## 特徴
全長は最大で1メートルほど。体は紡錘形に近い。日本のスズキに比べ口は小さく、下顎は上顎より前に出ない。体色は背中側が暗色、体側から腹部にかけて銀白色をしている。尾びれは緩やかに切れこむ。
ノルウェーからモロッコ、カナリア諸島にかけての大西洋沿岸、および地中海・黒海に分布する。バルト海では見られない。冬は南部海域に移動して越冬し、春にそこで産卵、夏から秋には北上し沿岸域で暮らすという比較的規則的な回遊を行う。
海域で孵化した仔魚は接岸し、初夏に河口域に出現し、成育する。成魚は河川にあまり入らないようである。

## 近縁種

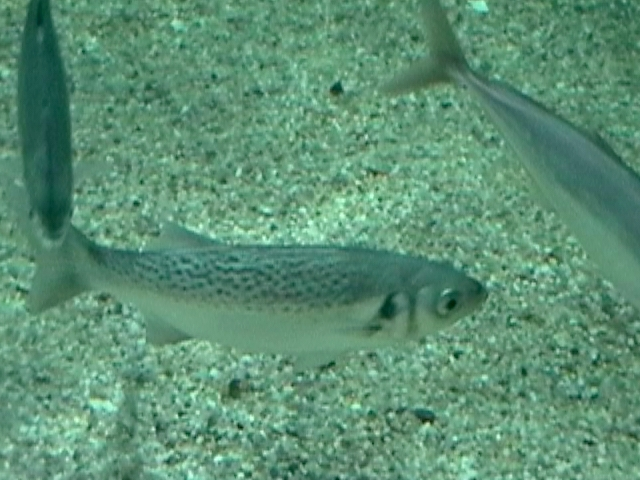
スポッティドシーバス

スポッティドシーバス Dicentrarchus puctatus (Bloch, 1792)
ニシウミスズキと酷似するが、体側に黒い斑点が多数ある。分布はニシウミスズキより南に偏っており、地中海周辺の北アフリカ・ヨーロッパに分布する。